# Paid Services
Mit Paid Services (deutsch Bezahldienste) wird das kostenpflichtige Angebot und die kostenpflichtige Bereitstellung digitaler Dienstleistungen in digitalen Medien bezeichnet. Paid Services haben den Charakter eines Rechts, das ausgeübt werden kann oder darf, jedoch nicht weitergegeben werden kann, ohne selbst das Recht der Ausübung oder Verwendung zu verlieren. Digitale Services umfassen dabei Dienstleistungen wie Dating Services, Short Message Services oder auch Onlinespiel-Services.
Paid Services sind dabei vom Paid Content zu unterscheiden. Ein wesentlicher Unterschied zwischen Paid Content und Paid Services liegt in der Interaktion des Kunden. Wird ein einmaliger Download eines Produktes gegen Gebühren durchgeführt, spricht man von Paid Content.
Der Kunde ruft somit digitale Güter ab, die als gelieferte Produkte verstanden werden können. Paid Content ist vor allem im Zusammenhang mit Zeitungsartikeln und dem Download von Musik verbunden.
Online-Auktionen und Handelsplattformen als solche sind dagegen Paid Services, die gegen Gebühren genutzt werden können. Die gesamte Nutzung spielt sich online ab und eine Benutzerinteraktion ist gegeben. Die ersteigerte Ware ist jedoch nicht als Paid Content anzusehen, da es sich dabei wiederum um ein erworbenes, physisches Gut handelt. Paid Services stellen somit gelieferte Dienste dar.